# 棘短刺魨
棘短刺魨為輻鰭魚綱魨形目四齒魨亞目二齒魨科的其中一種，為亞熱帶海水魚，分布於西南大西洋區，從委內瑞拉、千里達至阿根廷海域，棲息深度可達190公尺，體長可達25公分，棲息在沙泥底質海域，生活習性不明。

## 扩展阅读
維基物種上的相關：棘短刺魨